# IC 1502
IC 1502 — галактика типу S0-a (спіральна галактика) у сузір'ї Цефей.
Цей об'єкт міститься в оригінальній редакції індексного каталогу.